# Eva Hög
Eva Alina Hög (* 4. März 1928 in Pietarsaari; † 7. Juni 2023 in Pedersöre) war eine finnische Skilangläuferin.
Hög, die für den IF Pedersöre-Pojkarna und den Gamlakarleby IF startete, lief im Jahr 1956 bei den Svenska Skidspelen in Falun und bei den Lahti Ski Games jeweils auf den dritten Platz über 10 km. Bei den nordischen Skiweltmeisterschaften 1958 in Lahti belegte sie den neunten Platz über 10 km. Im folgenden Jahr wurde sie finnische Meisterin über 5 km und 10 km und errang bei den Lahti Ski Games den vierten Platz über 10 km. Bei ihrer einzigen Olympiateilnahme im Februar 1960 in Squaw Valley errang sie den 17. Platz über 10 km. In den Jahren 1960, 1961 und 1962 lief sie bei den Lahti Ski Games jeweils auf den fünften Platz und 1963 auf den sechsten Rang über 10 km. Im Jahr 1961 kam sie bei den Svenska Skidspelen mit der Staffel auf den zweiten Platz.